# Želva skalní
Želva skalní (Malacochersus tornieri) je druh suchozemské želvy z čeledi želvovitých.

## Popis
Má plošší tvar krunýře, díky čemuž si v anglosaském světě získala název pancake tortoise (tj. doslova „palačinková želva“). Ploché jsou proto, aby se mohly schovat do skalních štěrbin a tak uniknout dravcům. Na předních končetinách má dlouhé drápy, přizpůsobené ke šplhání. Dorůstá velikosti 17 centimetrů a váhy asi 500 g. Dožívá se 20 až 40 let. Často se sdružují do celkem početných skupin. Samice jsou o něco větší než samci, a mají menší ocas.
V přirozeném prostředí v nejteplejších měsících upadá do letního spánku (estivuje).

## Potrava
Patří mezi býložravce. Živí se travou, listy a plody. V zajetí lze želvu krmit lučními rostlinami, různými druhy ovoce a zeleniny. Potrava by však měla být obohacována vitamino-minerálními přípravky.

## Reprodukce
Páří se v lednu a únoru. Samci při námluvách lehce koušou samici do končetin, případně i do hlavy. Samice klade v červenci a srpnu 1–2 poměrně velká podlouhlá vejce. Zahrabává je na vyvýšených místech do jamek vyhloubených v zemině. Malé želvy se z vajec vylíhnou za 99–237 dní, v prosinci. Karapax mají mláďata dlouhý kolem 40 mm.

## Výskyt
Ve východní Africe žije v oblastech od Njoro východně do Malindi v Keni, jižně do Busisi, Smith Sound a Viktoriinu jezeru v Tanzanii a jihovýchodně přes Ugogo do Lindi u Indického oceánu. Výskyt želvy je rozdroben do navzájem izolovaných populací. Obývá skalnatá území, skalnaté výhozy a úbočí i více zalesněné oblasti do nadmořské výšky 1800 m.

## Chov v zoo
Želva skalní je chována v necelých osmi desítkách evropských zoo. V rámci Česka se jedná o tato zařízení:
- Zoo Dvůr Králové
- Zoo Olomouc
- Zoo Plzeň
- Zoo Praha

Na Slovensku je chována v Zoo Bojnice.

### Chov v Zoo Praha
První odchov se v Zoo Praha podařil v roce 1997. Pravidelné odchovy jsou zaznamenávány od roku 2005. V roce 2017 bylo odchováno sedm mláďat. Ke konci roku 2017 tak bylo chováno 23 jedinců. V průběhu roku 2018 byly odchovány tři tyto želvy. Na konci roku 2018 bylo chováno 25 zvířat. V listopadu 2019 následovalo další mládě. V lednu 2020 přišla na svět hned čtyři mláďata, dvě další se vylíhla v březnu a rovněž dvě v polovině dubna 2020. Celkově se v Zoo Praha do dubna 2020 včetně vylíhlo 87 mláďat.
Dospělí jedinci žijí v pavilonu Afrika zblízka v horní části zoo, kde konkrétně obývají smíšenou expozici s agamami a bércouny. Mláďata žijí ve společné expozici s mláďaty dalších druhů želv v pavilonu velkých želv.